# Magnetit
Magnetitul (sau magnetita) este un mineral din grupa oxizilor de fier cu proprietăți feromagnetice, fiind oxidul de fier cel mai rezistent față de acizi și baze, cristalizează în sistemul cubic, cu formula chimică Fe3O4. Ionul de fier din mineral poate fi fier bivalent sau trivalent, de aceea magnetita este prezentată ca oxid de fier(II,III); duritatea mineralului pe scara lui Mohs este 5,5 - 6,5, culoare neagră, urmă neagră cu un luciu mat, metalic.
Magnetita este unul dintre mineralele cu cele mai puternice caractere feromagnetice. La temperatura Curie ({\displaystyle T_{\rm {C}}} pragul de temperatură de la care dispar proprietățile feromagnetice) de 578 °C magnetizarea se orientează în mare parte ca magnetizarea terestră, astfel ia naștere un magnet permanent polarizat cu 500 nT (unități Tesla; {\displaystyle \mathrm {1\,T=1\,{\frac {V\,s}{m^{2}}}} }). Astfel cristalele de magnetită pot conserva în această formă orientarea magnetică terestră. Studiul orientării (polarizării) magnetice a rocilor de lavă vulcanică (bazalt) de către geologi a dus la idea că la intervale mari de timp în perioadele geologice îndepărtate polii magnetici ai Pământului s-au inversat. Datorită proprietății sale magnetice, magnetita este folosită și azi ca magnet-pigment la busolă.

## Istoric și etimologie
Din latină provine cuvântul magnes - magnet care este folosit în Evul Mediu pentru denumirea mineralului, termenul de magnetit este folosit pentru prima oară în 1845 de geologul și mineralogul austriac Wilhelm Ritter von Haidinger (1795-1871).
In China proprietățile magnetice ale mineralului sunt cunoscute deja în secolul XI î.e.n.. Prima menționare a mineralului ca magnetis în Europa o face filozoful și naturalistul grec Theophrastos din Eresos (390-371 î.e.n.) ulterior este amintit de Plinius ca magnes mineral găsit de un cioban pe muntele Ida (azi pe teritoriul Turciei) piatră care rămâne lipită de vârful metalic al toiagului ciobanului.
 Plinius clasifică aceste pietre magnetice ca feminine sau masculine după felul cum se atrag sau resping între ele.

Mineral cu aspect asemănător având însă culoarea albă, neavând proprietăți magnetice va fi numit magnezit MgCO3.
Probabil de aici provine și denumirea unei regiuni din Grecia Magnezia din Thesalia.

## Răspândire
Mineralul ia naștere pe cale naturală
prin procesele de vulcanism, la temperaturi ridicate (cca. 600 °C) temperatură cedată de lava vulcanică rocilor înconjurătoare.

Prin ieșire la suprafață a lavei se reduc presiunea ce determină degajarea de gaze în cantități mari, așa numiții vapori de apă atacă rocile din punct de vedere chimic formându-se calcare dolomitice, fiind astfel eliminat bioxidul de carbon, formându-se hidroxizi alcalini.
Dacă lava conține fier vor lua naștere oxizi de fier, care prin răcire cristalizează dând naștere la magnetit Fe3O4 sau minerale înrudite neavând proprietăți magnetice ca hematitul Fe2O3.
Aceste procese de formare a unui mineral fiind numite procese pneumatolitice (grec.:pneuma = gaz, lyein = dizolva, lega).
Produs pe cale artificială
prima metodă utilizată e metoda lui V.A.M. Brabers care cu ajutorul procedeului de topire pe straturi (printr-o încălzire prin inducție) în cuptorul cu oglindă la temperaturi și tensiuni de suprafață controlate, se obțin din α-Fe2O3 cu o puritate de 99.9%, cristale cu o mărime medie de 2 - 5 cm care vor fi în cuptorul cu oglindă 70 de ore la o temperatură de 1130 °C într-o atmosferă de CO2 și H2 tratat pentru a echilibra tensiunile din material și eliminarea formării unei rețele cristaline defectuoase în structura magnetitului.
Mineralul poate fi găsit în natură
în formă compactă, granulată, sau critalină cu cristale octaedrice în roci magmatice ca bazalt, diabaz și gabro. 
Mineralul poate fi întâlnit și în roci metamorfice sau roci sedimentare în albia râurilor.
Malurile sau ștrandurile negre din California, Noua Zeelandă Fuerteventura (Insulele Canare) conțin magnetit.
Cantități mai însemnate de magnetit sunt în regiunile: Kiruna Suedia, Pibara Australia de vest, Adirondack, Oregon, New Jersey, Pennsylvania, North Carolina, Virginia, New Mexico, Utah, Colorado USA, Norvegia, Germania, Italia, Elveția, Africa de Sud, Rusia, India, Mexic.

## Structură

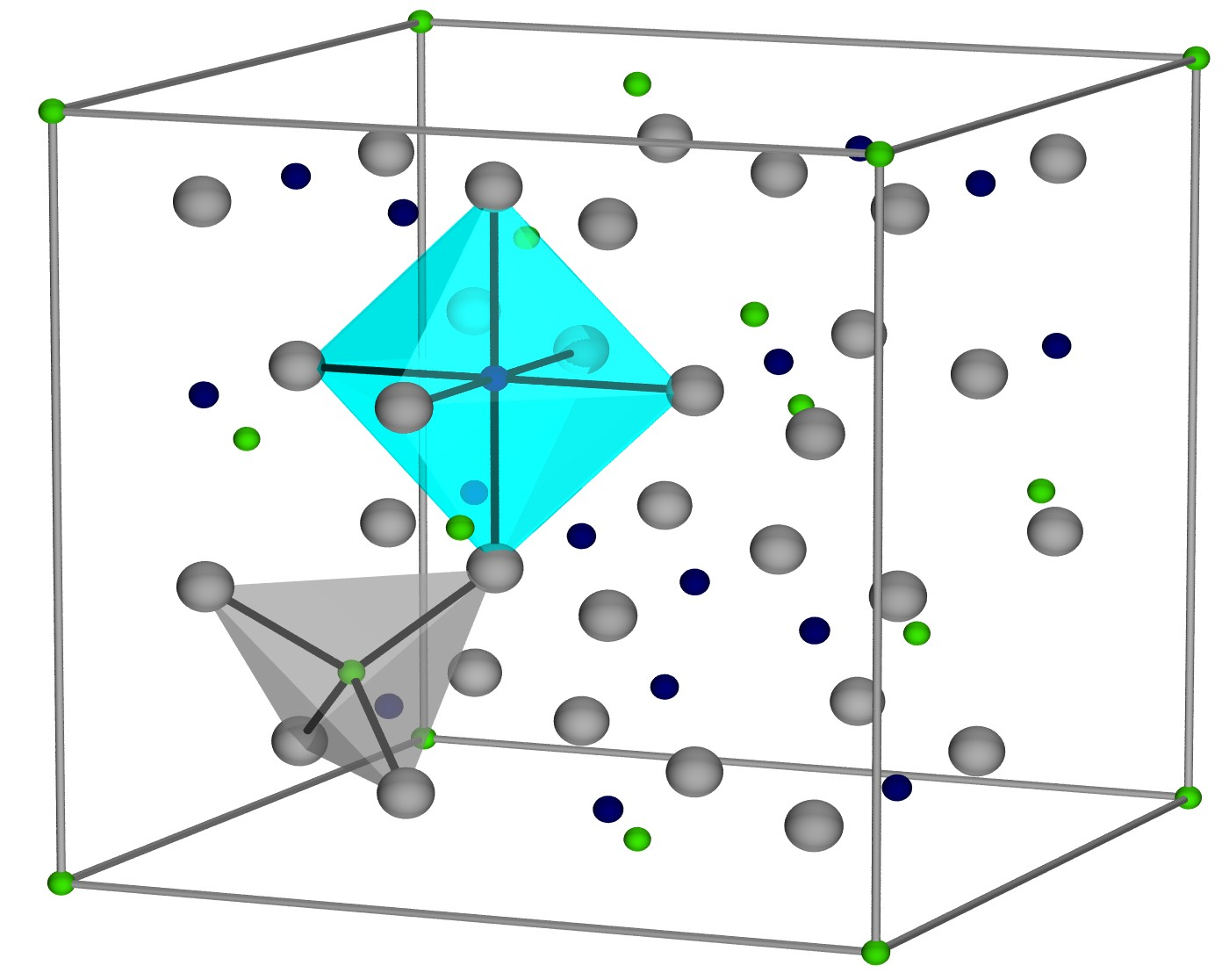
Structura de bază a magnetitului

Din punct de vedere cristalografic magnetitul aparține de grupa spinelului, cristalele dezvoltate normal având frecvent cristale gemene cu suprafețe octaedrice mai rar rombdodecaedrice.
Magnetitul cristalizează și în sistemul de cristalizare invers al spinelului, ionii de fier trivalent (Fe3+) sunt repartizați în mod uniform tetraedric cu legați de ionii de oxigen, pe când ionii de fier bivalent (Fe2+) sunt repartizați uniform în rețeaua de structură octaedrică și tetraedrică.

Simetria la faza de temperatură înaltă a magnetitului a fost deja în anul 1915 clarificată, grupa structurii spațiale fiind Fd3m bzw. O7h, unde constanta structurii de rețea este a = 8,394 &Aring, astfel rezultă 8 forme structurale de bază cu 56 de atomi într-un sistem de cristalizare cubic.

## Utilizare
Ca materie primă:
Magnetitul împreună cu hematitul sunt principalele minereuri de fier (până la 72 % fier) sub denumirea de oxid negru de fier se înțelege magnetit concasat (măcinat).
Folosit de viețuitoare:
Diferite animale necesită magnetita pentru o orientare geografică pe teren.
Astfel se pot aminti albinele, moluștele, porumbeii (cu magnetit la baza ciocului), magnetobacteriile, (cu magnetit în membrana celulară) care le ajută să se orienteze după linnile magnetice terestre.
Ca material de construcție:
In industria de construcție sub formă granulată utilizată din cauza densității mari a mineralului (4,65 bis 4,80 kg/dm3) în betonurile grele și ca ziduri de protecție contra radiațiilor.
Utilizat în industria semiconductorilor:
Această utilizare în electronică se bazează pe teoria rotației în anumite structuri (configurații) a electronilor, sau atomilor (Spinpolarisation) ca ventile (Spinventile, ce folosesc efectul GMR (Giant Magneto Resistance), este un efect studiat în mecanica cuantică).

## Caracteristici
Magnetism:

Figura 2: Antiferromagnetice legături a Momentelor din subgrupa reţelei A-B

Timpul îndelungat în care a fost folosit și studiat mineralul, permite explicația structurii cristalului. Fe3O4 are proprietăți feromagnetice (cu momente de forță magnetică). Ordinea structurii magnetice în magnetită se poate explica numai prin cele două subgrupări a rețelelor din figura 2 după teoria (Antiferomagnetică) a fizicianului francez Louis Néel (1904-2000). În acest model se presupune un schimb de efecte între structurile octaedrice și tetraedrice cu ioni de oxigen ordonate cu ioni de fier puternic negativi și schimbarea efectului între ionii din subgrupa aceleași rețele slab pozitiv și negativ.
Această determină o ordine antiparalelă a momentelor de forță magnetică.
Temperatura Curie (când proprietățile magnetice dispar) este foarte ridicată cu valoarea TN=850K.
Transformarea Verwey
Conductibilitatea electrică a magnetitei care e în general influențată de numărul electronilor liberi:
{\displaystyle {\vec {j}}=\sigma {\vec {E}}}
este influențat mult de temperatură, astfel la T=120K magnetita își schimbă abrupt proprietatea conductibilității electrice, de la un bun conductor electric (ca. 0.2 mΩm la T>120K) devine un izolator electric (40mΩm la T<120K).
Această proprietate a mineralului a fost studiată și explicată teoretic în anul 1939 de E. J. W. Verwey.